# American Pie: Dziewczyny rządzą
American Pie: Dziewczyny rządzą (ang. American Pie Presents: Girls' Rules) – amerykański film komediowy z 2020 roku w reżyserii Marka Elliotta. Dziewiąta produkcja z serii American Pie. W głównych rolach wystąpiły Madison Pettis, Lizzie Broadway, Natasha Behnam i Piper Curda. Film miał premierę 5 października 2020 roku.

## Fabuła
Cztery koleżanki: Annie, Kayla, Michelle i Stephanie czeka ostatni rok nauki w liceum. Postanawiają zawrzeć pakt, którego celem będzie wzajemne wspieranie się w drodze do utracenia dziewictwa przed skończeniem szkoły.

## Obsada
- Madison Pettis jako Annie Watson
- Lizze Broadway jako Stephanie Stifler
- Natasha Behnam jako Michelle
- Piper Curda jako Kayla
- Darren Barnet jako Grant
- Lucas Adams jako McCormick
- Lily Bleu Andrew jako Meredith
- Barry Bostwick jako PeePaw
- Rasheda Crockett jako Rose
- Zayne Emory jako Jason
- Camaron Engels jako Tim
- Zachary Gordon jako Emmett[1]

## Odbiór

### Reakcja krytyków
Film spotkał się z negatywną reakcją krytyków. W agregatorze recenzji Rotten Tomatoes 30% z 10 recenzji uznano za pozytywne.